# НМТТ
«Никита Мобайл ТэТэ» (НМТТ) — команда игроков в спортивный вариант игры «Что? Где? Когда?» из Узбекистана, существовавшая в 2006—2013 годах, двукратный чемпион мира (2010 и 2012) и вице-чемпион мира (2011), пятикратный чемпион страны (2008, 2010, 2011, 2012, 2013). Своё имя коллектив получил по названию генерального спонсора — узбекистанского представительства компании Nikita Mobile. Партнёром команды также являлась компания Idea Print.

## История
Команда «Никита Мобайл ТэТэ» появилась весной 2006 года — так стала называться новая команда, объединившаяся на базе ташкентских команд «Dream Team» и «ТэТэ». На III Чемпионате Узбекистана (14.IV.2006) «НМТТ» заняла второе место и вместе с бронзовым призёром — «Dream Team» была основным поставщиком игроков для сборной Узбекистана на II Кубке Наций (Баку, 30.VIII. — 3.IX.2006). Вернувшись с этого соревнования, игроки двух команд приняли решение объединиться. Начиная с сезона 2006 года «Никита Мобайл ТэТэ» являлась одним из лидеров движения ЧГК в стране.

## Достижения в ЧГК

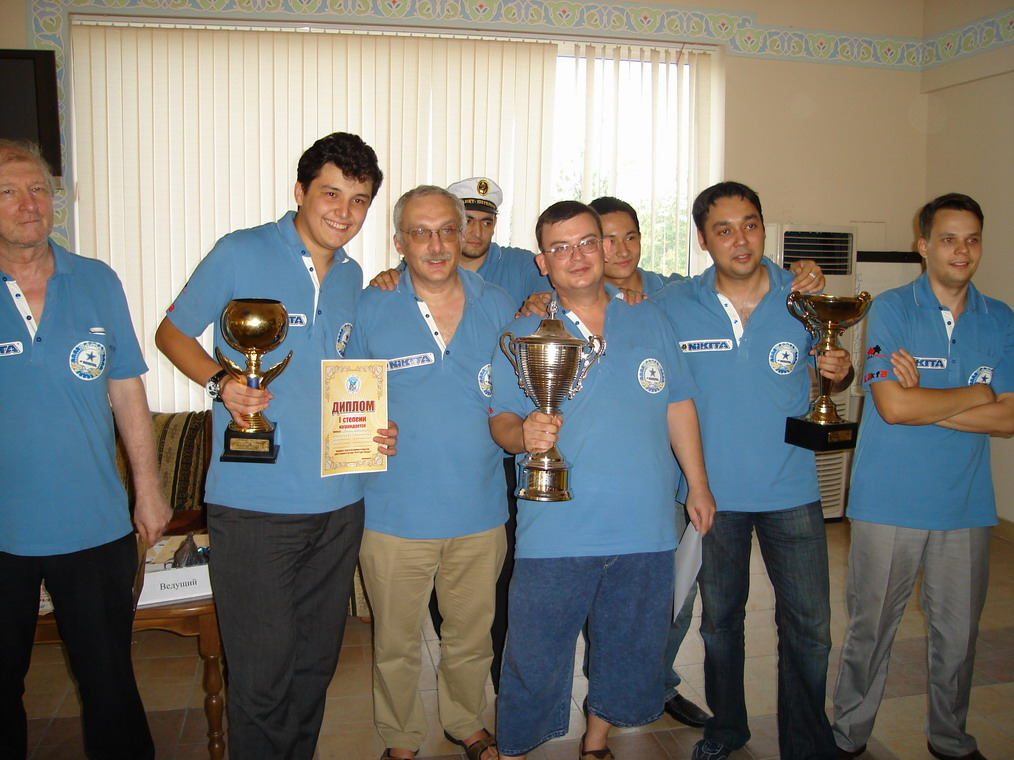
Команда «Никита Мобайл ТэТэ», ОКТ-2009

Соревнования, в которых команда регулярно принимает участие
|      | Чемпионат Мира | Открытый Кубок Азии | Чемпионат Узбекистана | Кубок Узбекистана | Кубок памяти Азиза Алиева | Кубок независимости | Уз-лига (до 2012), Аз-Лига (с 2012) | Регулярное первенство Ташкентской Ассоциации Лиг (до 2009), Регулярный чемпионат клуба «УзЛига» (с 2013) | Кубок Кызылкума |
| ---- | -------------- | ------------------- | --------------------- | ----------------- | ------------------------- | ------------------- | ----------------------------------- | --- | --------------- |
| 2006 | (н.у.)         | (н.п.)              | 2                     | 2                 | (н.п.)                    | (н.п.)              | (н.п.)                              | 1* | (н.п.)          |
| 2007 | (н.у.)         | (н.п.)              | 3                     | 3                 | 4                         | 1                   | (н.п.)                              | 3 | (н.п.)          |
| 2008 | 32             | (н.п.)              | 1                     | (н.п.)            | 1                         | (н.п.)              | (н.п.)                              | 1 | 1               |
| 2009 | (н.п.)         | (н.п.)              | 2                     | 1                 | 1                         | (н.п.)              | 1**                                 | 1*** | 1               |
| 2010 | 1              | (н.п.)              | 1                     | 2                 | 1                         | (н.п.)              | 1                                   | (н.п.)                                                                                                   | 1               |
| 2011 | 2              | 3                   | 1                     | 1                 | (н.у.)****                | 1                   | 1                                   | (н.п.)                                                                                                   | (н.п.)          |
| 2012 | 1              | 1                   | 1                     | 2                 | 3—4                       | (н.п.)              | 1***                                | (н.п.)                                                                                                   | (н.п.)          |
| 2013 | 9—10           |                     | 1                     |                   | 3—4                       | 3                   | 7***                                | 1*** | (н.п.)          |

Нерегулярные турниры и соревнования, в которых команда принимала участие периодически
- Зимний Кубок, Навои, 21.II.2009 — 1
- I Открытый Кубок Ташкента, 9.VIII.2009 — 1 (1-е место также в общем зачёте по трём играм)
- Знатокиада-2009, Эйлат, олимпийский турнир, 31.X.—1.XI.2009 — 2
- Знатокиада-2010, Эйлат, олимпийский турнир, 12—14.XI.2010 — 1
- I Открытый Кубок Алматы, 23—24.IV.2011 — 1

«НМТТ» заняла ряд самых высоких мест среди узбекских команд на синхронных турнирах (на первом этапе VII ОВСЧ — 3-8-е место), и обладает самым высоким рейтингом МАК в истории узбекского ЧГК — 10987 (на 1 марта 2013, 28-е место в мировом рейтинге). В качестве международного тренера (в 2008 г.) и в качестве легионера (в 2009 г.) командой был приглашён один из самых известных знатоков мира Александр Друзь. Кроме того, команде принадлежит дебютное выступление Узбекистана на Этапе Кубка Мира («Весна в ЛЭТИ», Санкт-Петербург, 20 — 21.III.2009).

## Достижения команды в других играх
«НМТТ» является Чемпионом Узбекистана по эрудит-квартету (20.V.2007) и брейн-рингу (9.V.2009). На I Открытом Кубке Ташкента заняла 1-е место в турнире по брейн-рингу и 2-е место по эрудит-квартету.
На турнире по эрудит-квартету в рамках «Знатокиады-2009» в г. Эйлат команда также выступила успешно, добравшись до полуфинала.

## Индивидуальные достижения игроков команды
Игорь Глущенко — победитель I Чемпионата Узбекистана (7.VII.2007) и серебряный призёр Знатокиады-2009 по «Своей игре». Александр Райков — победитель III (12.XII.2010), серебряный призёр II (13.XII.2009) и бронзовый призёр IV Чемпионатов Узбекистана по «Своей игре».
В 2011—2012 гг. Алексей Акименко и Александр Райков выступили за национальную сборную Узбекистана в телевизионной «Своей игре», которая вышла во второй этап Экспериментального командного первенства.
На розыгрышах турниров «Своей игры» побед также добивались многие бывшие и нынешние игроки команды: Алексей Чолоков, Руслан Усманов, Алексей Акименко, Рустам Саид-Аминов, Абдулазиз Джалилов, Акрам Икрамов, Азизбек Юсуфов.
За национальную сборную Узбекистана выступали Рустам Саид-Аминов (2005—2007), Азизбек Юсуфов (2005—2007), Алексей Чолоков (2006—2007), Игорь Глущенко, (2006—2007), Саидакбар Гофуров (2005—2006), Руслан Усманов (2006).